# Senatobia
Senatobia és una població dels Estats Units a l'estat de Mississipi. Segons el cens del 2000 tenia 6.682 habitants.

## Demografia
Segons el cens del 2000, Senatobia tenia 6.682 habitants, 2.137 habitatges, i 1.498 famílies. La densitat de població era de 240 habitants per km².
Dels 2.137 habitatges en un 38,3% hi vivien nens de menys de 18 anys, en un 47,4% hi vivien parelles casades, en un 19,4% dones solteres, i en un 29,9% no eren unitats familiars. En el 26,6% dels habitatges hi vivien persones soles el 12,5% de les quals corresponia a persones de 65 anys o més que vivien soles. El nombre mitjà de persones vivint en cada habitatge era de 2,6 i el nombre mitjà de persones que vivien en cada família era de 3,15.
Per edats la població es repartia de la següent manera: un 24,8% tenia menys de 18 anys, un 20,1% entre 18 i 24, un 26% entre 25 i 44, un 17,1% de 45 a 60 i un 11,9% 65 anys o més.
L'edat mediana era de 29 anys. Per cada 100 dones de 18 o més anys hi havia 85,4 homes.
La renda mediana per habitatge era de 33.698$ i la renda mediana per família de 43.088$. Els homes tenien una renda mediana de 34.022$ mentre que les dones 22.000$. La renda per capita de la població era de 16.434$. Entorn del 13% de les famílies i el 17,7% de la població estaven per davall del llindar de pobresa.

## Poblacions més properes
El següent diagrama mostra les poblacions més properes.